# João Paulo
Sérgio Luís Donizetti, conosciuto come João Paulo (Campinas, 7 settembre 1964), è un ex calciatore brasiliano, di ruolo attaccante.

## Caratteristiche tecniche
Ala sinistra o centravanti, si distingueva per il bagaglio tecnico – mettendo tra l'altro in mostra buone capacità di dribbling – e l'abilità nell'esecuzione di calci piazzati.
Un infortunio di gioco subìto nel settembre 1991 (all'età di 27 anni) e consistito nella rottura di tibia e perone, ne compromise le qualità tecniche.
Lo pseudonimo "João Paulo" gli fu dato da un compagno di squadra a inizio militanza nelle giovanili del Guarani, in quanto Sérgio Luís gli ricordava un calciatore del Ponte Preta.

## Carriera

### Club

Da sinistra: Joao Paulo nella stagione di debutto in maglia barese, 1989-90, con i compagni di squadra Lorenzo e Gérson.

Avviò la propria carriera nel Guarani, debuttandovi in prima squadra a 19 anni. Nell'estate 1989 fu acquistato dal Bari, esordendo in Serie A il 27 agosto nel pareggio casalingo con la Fiorentina. Talvolta impiegato da trequartista con Maiellaro prima e Răducioiu poi ad affiancarlo, disputò 65 gare in massima serie: il bottino realizzativo fu quantificabile in 18 reti, tra cui una doppietta siglata al Milan il 19 maggio 1991, che consegnò la salvezza ai pugliesi.
Nelle prime battute del campionato 1991-92 riportò la frattura a tibia e perone dopo uno scontro di gioco col sampdoriano Marco Lanna: l'infortunio, che in un primo momento parve addirittura metterne a repentaglio la permanenza in squadra, lo costrinse a concludere in anticipo la stagione e gli compromise il resto della carriera. Con i biancorossi frattanto retrocessi in Serie B, tornò in campo totalizzando 6 gol in 41 apparizioni nella cadetteria, patendo nella stagione 1992-1993 un altro infortunio, procurato in allenamento. Il lustro con i Galletti lo annoverò tra i beniamini della tifoseria, per cui è rimasto celebre anche nei decenni successivi.
Dopo il rientro in patria e una fugace esperienza nipponica, terminò la carriera – ormai quarantenne – sempre in Brasile.

### Nazionale
Nel giro della Nazionale brasiliana dal 1987 al 1991, prese parte a due edizioni della Copa América nonché ai Giochi olimpici di Seoul. Durante la manifestazione continentale del 1991 andò a segno contro Uruguay e Argentina. Non venne convocato per i Mondiali del 1990.
(Mauro Solazzo - TuttoBari.com; 2011)

## Statistiche

### Cronologia presenze e reti in nazionale
| Cronologia completa delle presenze e delle reti in nazionale ― Brasile | Cronologia completa delle presenze e delle reti in nazionale ― Brasile | Cronologia completa delle presenze e delle reti in nazionale ― Brasile | Cronologia completa delle presenze e delle reti in nazionale ― Brasile | Cronologia completa delle presenze e delle reti in nazionale ― Brasile | Cronologia completa delle presenze e delle reti in nazionale ― Brasile | Cronologia completa delle presenze e delle reti in nazionale ― Brasile | Cronologia completa delle presenze e delle reti in nazionale ― Brasile |
| Data                                                                   | Città                                                                  | In casa                                                                | Risultato                                                              | Ospiti                                                                 | Competizione                                                           | Reti                                                                   | Note                                                                   |
| ---------------------------------------------------------------------- | ---------------------------------------------------------------------- | ---------------------------------------------------------------------- | ---------------------------------------------------------------------- | ---------------------------------------------------------------------- | ---------------------------------------------------------------------- | ---------------------------------------------------------------------- | ---------------------------------------------------------------------- |
| 23-5-1987                                                              | Dublino                                                                | Irlanda                                                                | 1 – 0                                                                  | Brasile                                                                | Amichevole                                                             | -                                                                      | 73’                                                                    |
| 1-6-1987                                                               | Tel Aviv                                                               | Israele                                                                | 0 – 4                                                                  | Brasile                                                                | Amichevole                                                             | 1                                                                      | Ingresso                                                               |
| 24-6-1987                                                              | Porto Alegre                                                           | Brasile                                                                | 1 – 0                                                                  | Paraguay                                                               | Amichevole                                                             | -                                                                      | Ingresso                                                               |
| 12-10-1988                                                             | Anversa                                                                | Belgio                                                                 | 1 – 2                                                                  | Brasile                                                                | Amichevole                                                             | -                                                                      | 70’                                                                    |
| 15-3-1989                                                              | Cuiabá                                                                 | Brasile                                                                | 1 – 0                                                                  | Ecuador                                                                | Amichevole                                                             | -                                                                      | Ingresso                                                               |
| 12-4-1989                                                              | Teresina                                                               | Brasile                                                                | 2 – 0                                                                  | Paraguay                                                               | Amichevole                                                             | -                                                                      | 74’                                                                    |
| 27-2-1991                                                              | Campo Grande                                                           | Brasile                                                                | 1 – 1                                                                  | Paraguay                                                               | Amichevole                                                             | -                                                                      | 79’                                                                    |
| 28-5-1991                                                              | Uberlândia                                                             | Brasile                                                                | 3 – 1                                                                  | Bulgaria                                                               | Amichevole                                                             | 1                                                                      | 76’                                                                    |
| 27-6-1991                                                              | Curitiba                                                               | Brasile                                                                | 1 – 1                                                                  | Argentina                                                              | Amichevole                                                             | -                                                                      |                                                                        |
| 9-7-1991                                                               | Viña del Mar                                                           | Brasile                                                                | 2 – 1                                                                  | Bolivia                                                                | Coppa America 1991 - 1º turno                                          | -                                                                      | 63’                                                                    |
| 11-7-1991                                                              | Viña del Mar                                                           | Brasile                                                                | 1 – 1                                                                  | Uruguay                                                                | Coppa America 1991 - 1º turno                                          | 1                                                                      | 82’                                                                    |
| 13-7-1991                                                              | Viña del Mar                                                           | Colombia                                                               | 2 – 0                                                                  | Brasile                                                                | Coppa America 1991 - 1º turno                                          | -                                                                      |                                                                        |
| 15-7-1991                                                              | Viña del Mar                                                           | Brasile                                                                | 3 – 1                                                                  | Ecuador                                                                | Coppa America 1991 - 1º turno                                          | -                                                                      |                                                                        |
| 17-7-1991                                                              | Santiago del Cile                                                      | Argentina                                                              | 3 – 2                                                                  | Brasile                                                                | Coppa America 1991 - Girone finale                                     | 1                                                                      | 78’                                                                    |
| 19-7-1991                                                              | Santiago del Cile                                                      | Brasile                                                                | 2 – 0                                                                  | Colombia                                                               | Coppa America 1991 - Girone finale                                     | -                                                                      |                                                                        |
| 21-7-1991                                                              | Santiago del Cile                                                      | Brasile                                                                | 2 – 0                                                                  | Cile                                                                   | Coppa America 1991 - Girone finale                                     | -                                                                      |                                                                        |
| 11-9-1991                                                              | Cardiff                                                                | Galles                                                                 | 1 – 0                                                                  | Brasile                                                                | Amichevole                                                             | -                                                                      |                                                                        |
| Totale                                                                 |                                                                        | Presenze                                                               | 17                                                                     |                                                                        | Reti                                                                   | 4                                                                      |                                                                        |

## Palmarès

### Club
- Coppa Mitropa: 1

Bari: 1990

### Nazionale
- Giochi panamericani: 1

1987
- Argento olimpico: 1

Seul 1988